# Biserica Sfântul Dumitru din Beiuș
Biserica Sfântul Dumitru din Beiuș este un monument istoric și de arhitectură construit la sfârșitul secolului al XVIII-lea și sfințit de episcopul Ignațiu Darabant. Câțiva ani mai târziu  episcopul Samuil Vulcan a pus bazele gimnaziului superior greco-catolic din Beiuș, care în prezent îi poartă numele, Colegiul Național „Samuil Vulcan” din Beiuș, situat în dreptul bisericii.

## Galerie de imagini

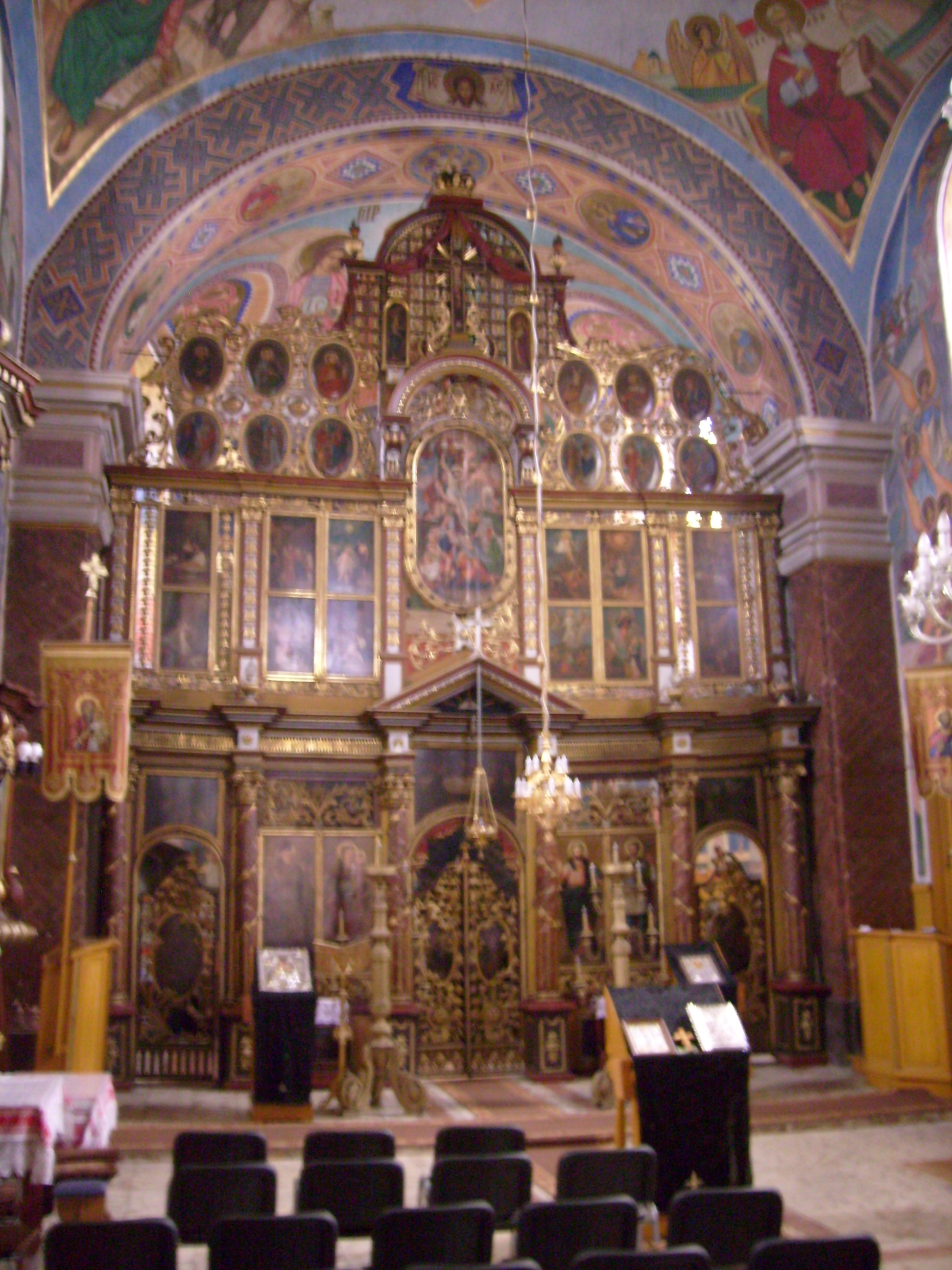
Altarul cu relicvele sfântului Iosafat Kunțevici.
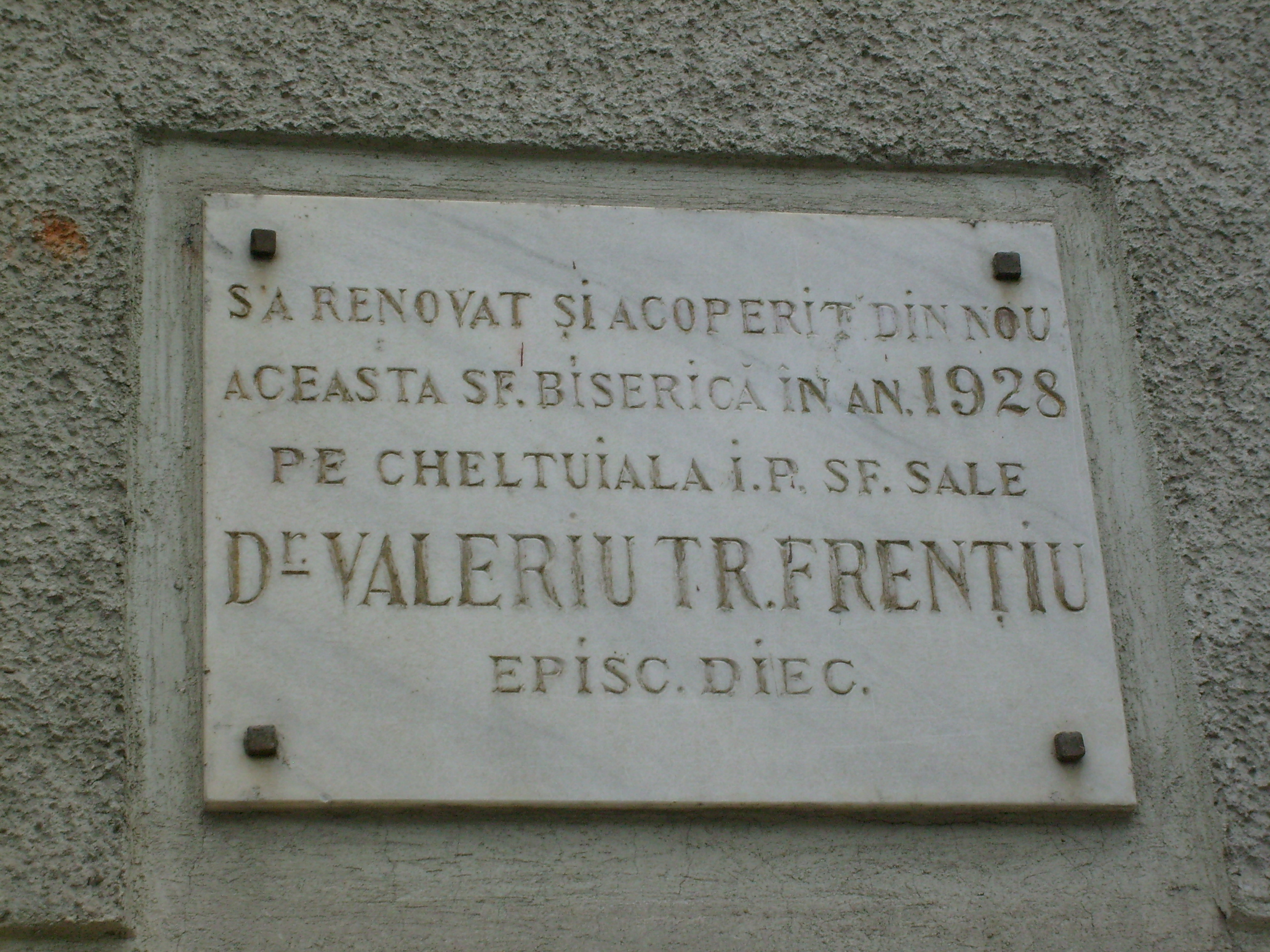
Placă memorială în amintirea episcopului Valeriu Traian Frențiu